# موت سقراط
لوحة موت سقراط (بالإنجليزية: The Death of Socrates)‏ و(بالفرنسية: La mort de Socrate)‏ لوحة فنية مرسومة بالزيت، رسمها عام 1787 الرسامُ الفرنسي جاك لوي دافيد في عام 1787.
تدخل هذه اللوحة في إطار الحركة الكلاسيكية الحديثة، والتي كانت منتشرة بشكل واسع في عقد 1780، واصفة موضوعات من العصر الكلاسيكي. تصف اللوحة قصة تطبيق الإعدام في حق سقراط كما حكاها أفلاطون في كتابه فايدو.

## نبذة عن اللوحة
لم ينكر سقراط في تعاليمه وإرشاداته الآلهة أو يحط من قيمتها ولكن خصومه كانوا يعتبرون تعاليمه عن معرفة الإنسان لنفسه والسعي إلى تهذبها بالمعرفة قد أهان الآلهة وحط من قيمتها مما دفعهم إلى تكفيره وتجريمه بتلفيق التهم هذه والحكم عليه بالموت لأنهم بدأوا يشعرون بخطورة فكر سقراط وتعاليمه على مراكزهم ومصالحهم. عندما عرض عليه صديقه (كريتو) فكرة الهرب من السجن تلبية لرغبة أصدقائه وأتباعه رفض ذلك وأقنعة (بديالكتيكية) ان هربه سيكون دليل نكوله عن تعاليمه وفضلا عن ذلك فهو لا يريد ان يخالف الشريعة والقانون مهما كان موقف خصومه منها، وهكذا قبل سقراط الموت منتحراً نزولا على حكام القضاء وتنفيذا لحكم الشريعة فتجرع السم باطمئنان وبقي يلقي تعاليمه على الذين حضروا ماساته إلى اللحظة الأخيرة عندما توقف عن النطق واضطجع ضجعة الموت عن عمر سبعين عاما في عام 399 قبل الميلاد.
توضح لوحة «موت سقراط» للفنان الفرنسي جاك لوي ديفيد، قصة سقراط واللحظات الأخيرة من حياته، حين حكمت عليه الحكومة بأن يختار بين الموت بالسم أو النفي، عقابًا له على الدروس التي كان يعطيها ويحرض فيها على احتقار الآلهة.
واختار سقراط الموت بالسم، وفي اللوحة يبدو متماسكًا وهو يمد يده ليشرب السم، دون أن يتوقف عن الكلام مع تلامذته، فيما يظهر «أفلاطون» تلميذ سقراط، وفي الزاوية البعيدة تظهر زوجته فور خروجها من السجن.

## لوحات مماثلة

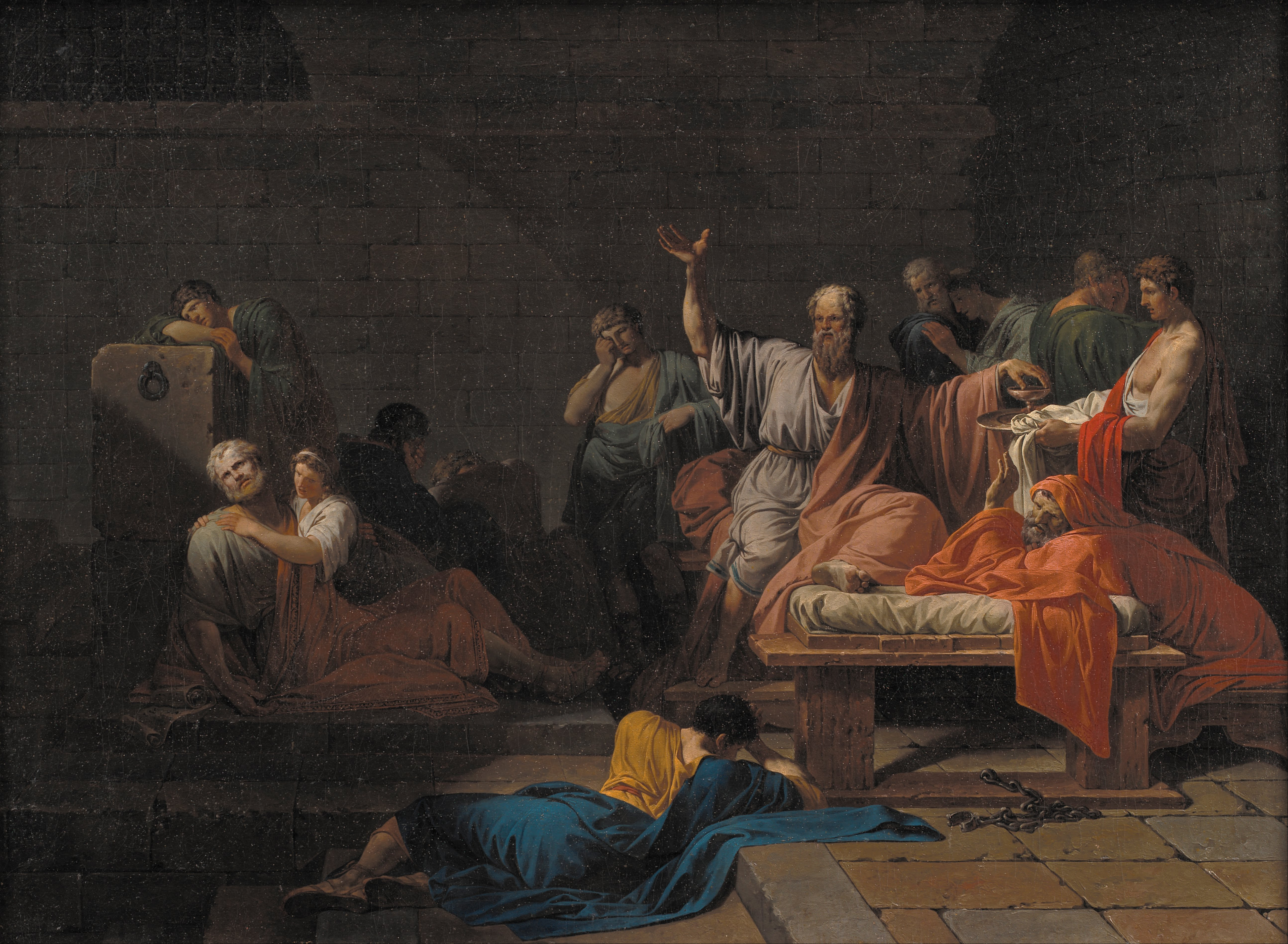
The Death of Socrates by Pierre Peyron
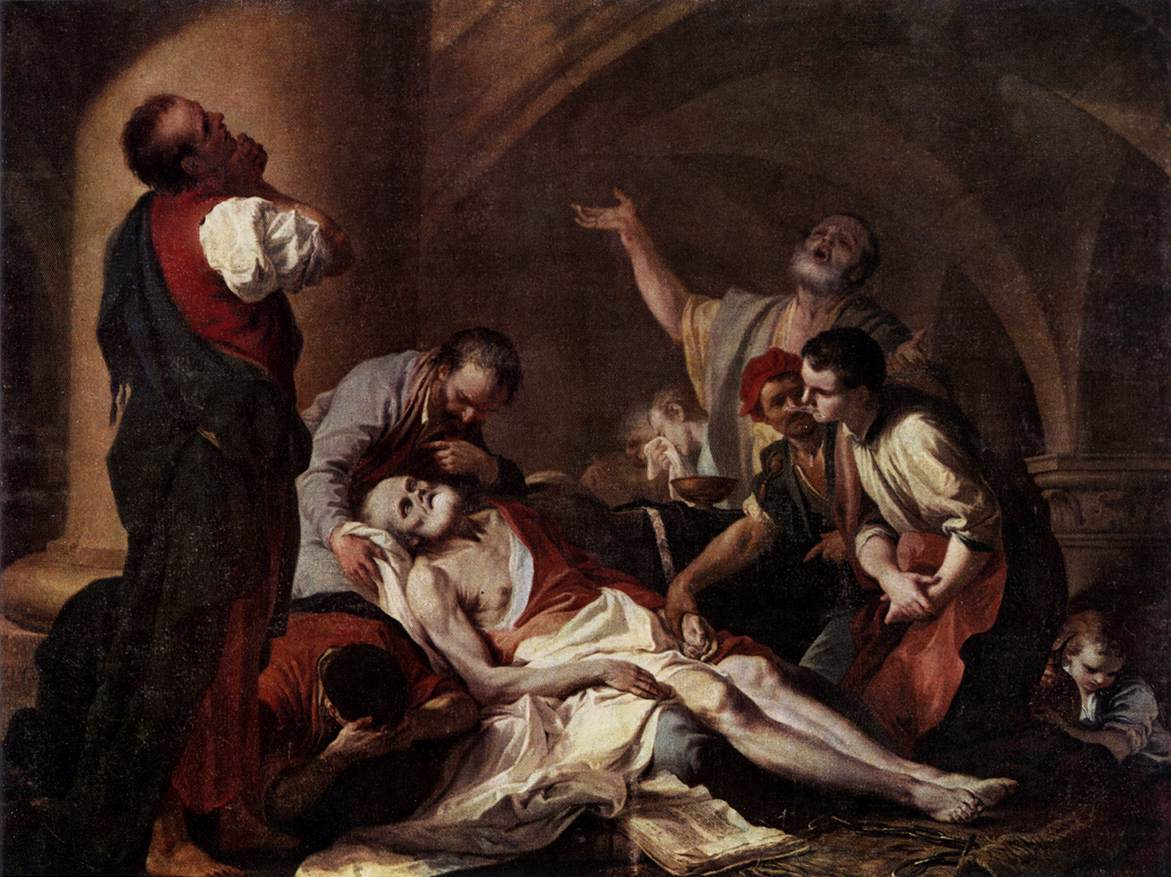
The Death of Socrates by Giambettino Cignaroli
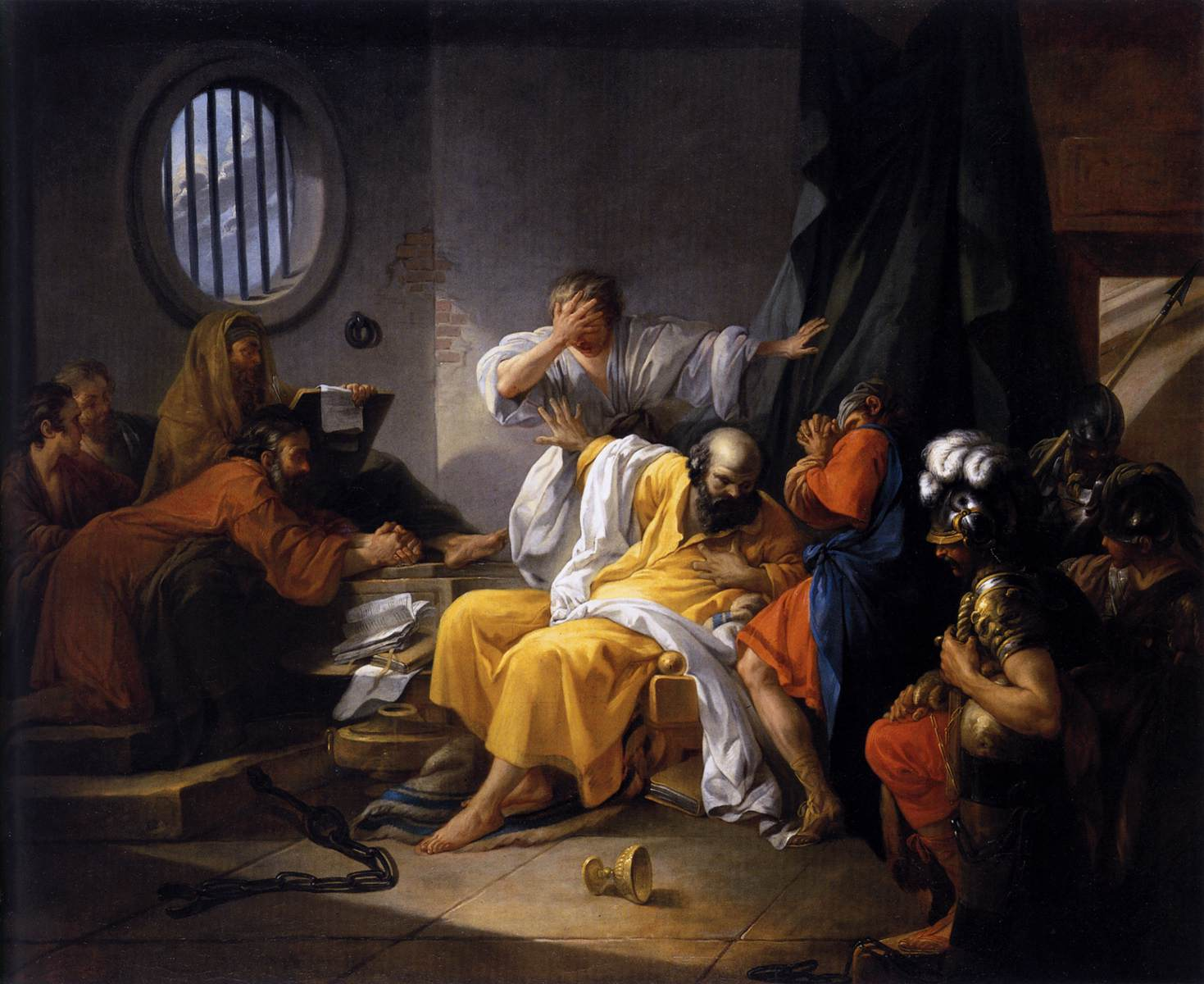
The Death of Socrates by Jacques-Philip-Joseph de Saint-Quentin

## وصلات خارجية
- Europe in the age of enlightenment and revolution, a catalog from The Metropolitan Museum of Art Libraries (fully available online as PDF), which contains material on this painting (see index)
- The Death of Socrates on فنون وثقافة جوجل